# Bocalo
Bocales (Bocalos), pleme američkih Indijanaca poznato tek iz ranih španjolskih rukopisa koje je živjelo u 17. stoljeću u meskičkoj državi Coahuila. Ova danas nestala grupa jezično su možda bili srodni s Negritos Indijancima i pripadali porodici Juto-Asteci.